# Ragna Schirmer
Ragna Schirmer (née à Hildesheim en 1972) est une pianiste allemande. Elle vit à Halle (Saale).

## Carrière
À partir de 1991, Ragna Schirmer étudie auprès de Karl-Heinz Kämmerling à la Hochschule für Musik de Hanovre. Puis dès 1993, à Paris auprès de Bernard Ringeissen. En 1995, elle termine ses études par un diplôme (avec distinction) et en 1999, son examen de soliste de concert. Depuis, elle participe à de nombreuses classes de maître. Depuis 2001 Ragna Schirmer est professeur de piano à la Hochschule für Musik de Mannheim et gère aujourd'hui le développement des jeunes artistes à Halle. Ragna Schirmer a été boursière du Deutscher Musikrat et de la Studienstiftung des Deutschen Volkes. Elle est la seule pianiste à avoir remporté à deux reprises (1992 et 1998) le prix Bach lors du Concours international Jean-Sébastien-Bach de Leipzig. En 2000, elle publie son premier disque, un enregistrement des Variations Goldberg de Jean-Sébastien Bach. Celui-ci comme les autres, ont été acclamés par la critique et les magazines spécialisés. En 2010, elle est l'artiste en résidence à Heidelberg. En 2012, elle est honorée par le prix Haendel de la ville de Halle.

## Discographie
- Schnittke, Sonates pour piano no 1-3, Berlin Classics 2000
- Bach, Variations Goldberg , BWV 988, Berlin Classics 2000
- Haydn, Sonates pour piano, Hob.XVI : 20, 50, 52, Berlin Classics 2002
- Chopin et Corigliano, Étude Fantasie, Berlin Classics, 2003
- Beethoven, Concerto pour piano, op. 61 (d'après le Concerto pour violon et orchestre) et Schmidt, Variations concertantes sur un thème de Beethoven pour piano et orchestre, Berlin Classics, 2004
- Schumann, Études (Variations) sur un thème de Beethoven WoO 31 & Études symphoniques, op. 13, Berlin Classics, 2006
- Mendelssohn, Concertos pour piano no 1 & 2, Berlin Classics, 2006
- Haydn « Revisité », Sonates pour piano et autres pièces, Berlin Classics 2008
- Haendel, Suites pour clavecin, Berlin Classics 2009
- Brahms, Variations sur un thème de Haendel, op. 24, 16 Valses, op. 39, Deux Rhapsodies, op. 79, Edel records, 2010
- Liszt, Années de Pèlerinage, Berlin Classics 2011
- Haendel, Concertos pour orgue, sur divers Instruments, Berlin Classics 2013
- Clara Schumann, Concerto pour piano, op. 7 ; Beethoven, Concerto pour piano no 4 - Staatskapelle Halle, dir. Ariane Matiakh (18-21 mars 2017, Berlin Classics) (OCLC 1012822011)

## Sources
- (de) « Publications de et sur Ragna Schirmer », dans le catalogue en ligne de la Bibliothèque nationale allemande (DNB).
- (de) Werner Theurich: Klaviervirtuosin Ragna Schirmer: Aufforderung zum Tanz. Spiegel Online, 15 août 2009 via Internet Archive.
- (de) MDR Figaro, article sur über Ragna Schirmer (15 août 2009)
- (de) Site web officiel